# Zabrežnik
Zabrežnik – wieś w Słowenii, w gminie Žiri. 1 stycznia 2017 liczyła 32 mieszkańców.